# Gruzy
Gruzy (niem. Gruhsen) – wieś w Polsce położona w województwie warmińsko-mazurskim, w powiecie piskim, w gminie Biała Piska. W latach 1975–1998 miejscowość administracyjnie należała do województwa suwalskiego.
Wieś powstała w ramach kolonizacji Wielkiej Puszczy. Wcześniej był to obszar Galindii. Wieś ziemiańska, dobra służebne w posiadaniu drobnego rycerstwa (tak zwani wolni, ziemianie w języku staropolskim), z obowiązkiem służby rycerskiej (zbrojnej). W XV w. wieś wymieniana w dokumentach pod nazwą Gruβer i Okuroffskie (pod drugą nazwą zapisywano łącznie Grodzisko i Gruzy).
Wieś służebna lokowana w 1476 r. przez komtura Zygfryda Flacha von Schwartzburga, na 21 łanach na prawie magdeburskim, z obowiązkiem jednej służby zbrojnej. Przywilej otrzymał Szymon Moelknecht. Grunty położone były nad rzeką Wincentą między Turowem, Guzkami i Jaroszami. Pierwotnie dobra Moelknechta w Gruzach stanowiły całość z dobrami w Grodzisku (jeszcze w 1519 obie wsie jako dobra służebne wymieniane były pod nazwą Okuroffsky, ale już w 1540 obie wsie ponownie wymieniane były oddzielnie, jako samodzielne osady).